# Gesicht Zeigen!
Gesicht Zeigen! Für ein weltoffenes Deutschland e. V. ist ein deutscher Verein mit Sitz in Berlin, der sich gegen Rechtsextremismus einsetzt. Der Verein ermutigt Menschen, gegen Xenophobie, Rassismus, Antisemitismus und jede Form rechter Gewalt aktiv zu werden. Ziel sind die Stärkung des gesellschaftlichen Engagements und die Sensibilisierung für jede Art von Diskriminierung. Ein weiteres Thema, mit dem sich Gesicht Zeigen! beschäftigt, ist Hate Speech.

## Vereinsgründung
Der Impuls zur Gründung einer zivilgesellschaftlichen Vereinigung kam dem damaligen Regierungssprecher Uwe-Karsten Heye angesichts einer Reihe rassistischer und rechtsextremer Gewalttaten, die zwischen 1999 und 2000 verübt wurden. Nach einem weiteren antisemitischen Brandanschlag auf die Synagoge in Düsseldorf reiste Heye zum Präsidenten des Zentralrats der Juden, Paul Spiegel, um seine Solidarität und Unterstützung im Widerstand gegen Rechtsextremismus, Antisemitismus und Rassismus zu bekunden.
Seine Idee, über eine Kundgebung hinaus, die mit über 200.000 Teilnehmern in Berlin stattfand, eine Initiative zur langfristigen Bekämpfung der Gewalt und Diskriminierung zu gründen, fand bei Spiegel und dem Zentralratsvizepräsidenten Michel Friedman Zuspruch. Der Verein sollte als Basis dazu dienen, die zivile Opposition gegen Antisemitismus, Rassismus und Ausländerfeindlichkeit zu organisieren, Stellung zu den Vorgängen im Land zu beziehen und Menschen zu mobilisieren, sich für ein weltoffenes Deutschland einzusetzen.
Der Verein wurde am 17. August 2000 auf Initiative Heyes zusammen mit Spiegel und Friedmann gegründet. Weitere Gründungsmitglieder waren Jürgen Hogrefe, Hans-Roland Fäßler, Sabine Haack und Sophia Oppermann. Die Schirmherrschaft für den Verein übernahm der damalige Bundespräsident Johannes Rau.
Binnen weniger Wochen konnten Vereinsstrukturen, eine Geschäftsstelle sowie eine Internetpräsenz aufgebaut werden. Über 800 Vereinigungen und Personen sagten dem Verein ihre Unterstützung zu. Ende September 2000 nahm Gesicht Zeigen! seine Arbeit auf und veranstaltete aus diesem Anlass eine Pressekonferenz, auf der die Ziele der Initiative formuliert wurden und Vertreter bereits bestehender Zusammenschlüsse gegen Rassismus und Rechtsextremismus zu Wort kamen, die vom Verein unterstützt werden sollten.

## Profil

### Arbeitsweise
Der Verein arbeitet in den Bereichen der Aufklärungs- und Projektarbeit. Die Konzeption und Realisation von Projekten für die Einwanderungsgesellschaft sollen Vorurteile abbauen und das demokratische Miteinander fördern. Gesicht Zeigen! initiiert öffentliche Kampagnen für Zivilcourage, die auch von zahlreichen Prominenten unterstützt werden. Projektübergreifend veranstaltet der Verein regelmäßig Diskussionen, Lesungen, Konzerte, Fachforen und runde Tische.

### Finanzierung
Gesicht Zeigen! finanziert sich überwiegend über Fördergelder und durch Spenden. Seit seiner Gründung erfährt der Verein eine breite Unterstützung von anderen Vereinen, Gruppen und Einzelpersonen, dadurch sind im ersten Jahr rund 1 Million DM durch Spenden erworben wurden, außerdem haben Medien Anzeigenplätze im Wert von fast 10 Millionen DM zur Verfügung gestellt. Gesicht Zeigen! hat laut Jahresbericht 2017 die meisten Einnahmen über Spenden und Mitgliedsbeiträge erhalten.
Förderer Stand 2021: Bundesministerium für Familie, Senioren, Frauen und Jugend; Bundesministerium der Justiz und für Verbraucherschutz; Berliner Senatsverwaltung für Bildung, Jugend und Familie; Berliner Senatsverwaltung für Arbeit, Integration und Frauen; Berliner Landesprogramm Demokratie. Vielfalt. Respekt.; Nemetschek Stiftung; Deutsche Bahn, Deutsche Telekom und Bundeszentrale für politische Bildung.

### Ziele
Gesicht Zeigen! möchte durch seine Tätigkeit für die Stärkung einer toleranten, diskriminierungsfreien Gesellschaft eintreten und Menschen- und Minderheitenrechte schützen. Ziel ist es, zu rechtsextremen Einstellungen, Antisemitismus, Xenophobie und Rassismus Stellung zu beziehen, diesen Aggressionen eine weltoffene Haltung entgegenzusetzen sowie die Ursachen von Diskriminierung zu bekämpfen.
Gruppenbezogene Menschenfeindlichkeit soll durch öffentliche Thematisierung sichtbar gemacht werden, um damit ein Bewusstsein für Ungerechtigkeiten zu schaffen und Einfluss auf politische und gesellschaftliche Debatten zu nehmen. Mit breit angelegter Aufklärungsarbeit verfolgt der Verein die Absicht, Menschen zu ermutigen, sich aktiv gegen Hass und Gewalt zu engagieren und Zivilcourage zu zeigen.
Ein wichtiges Element ist die Bildung von Kindern und Jugendlichen in Form von pädagogischen Projekten an Schulen und auch im außerschulischen Kontext. Ziel ist es, Gefahren wie Rechtsextremismus präventiv zu begegnen. Die Auseinandersetzung mit historischen sowie aktuellen Diskriminierungsprozessen soll die demokratische Werteentwicklung der Heranwachsenden fördern.
Gesicht Zeigen! möchte Initiativen von und für Betroffene von Diskriminierung unterstützen, die sich gegen rechte Gewalt einsetzen und Menschen aus allen Bevölkerungsgruppen zusammenbringen, um das Miteinander zu fördern und Vorurteile abzubauen. Mit Projekten gegen Hate Speech soll eine respektvolle Kommunikation und ein konstruktives gesellschaftliches Debattenklima erreicht werden.
Für den Kampf gegen Rechtsextremismus forderte Heye einen Krisengipfel mit Vertretern aus Politik, Wirtschaft und Kultur. Der Verein sieht als Ursachen für das Erstarken rechter Einstellungen die gesamte Gesellschaft betreffende Probleme, wie die großen Einkommens- und Vermögensunterschiede sowie eine anhaltenden Chancenungleichheit in Bezug auf Bildung und Beruf.

### Projekte
Der Verein engagiert sich vor allem auf dem Gebiet der Rechtsextremismus-Prävention an Schulen. Anlässlich des UN-Tages zur Überwindung des Rassismus veranstaltet der Verein seit 2007 jährlich bundesweit Veranstaltungen wie Schulaktionstage, Lesungen, Filmvorführungen oder Podiumsdiskussionen.
Es werden zudem mehrmodulige Präventionsprojekte in drei Brandenburger Landkreisen durchgeführt. Seit Juni 2010 ist die innovative erlebnispädagogische Ausstellung 7x jung für Kinder und Jugendliche zum Thema Ausgrenzungserfahrung am Berliner S-Bahnhof Bellevue zu besichtigen. Darüber hinaus hat der Verein in einem Projekt mit Schülern und Lehrern an einer Hauptschule in Berlin gemeinsam Strategien entwickelt, wie man in der Schule mit Jugendlichen umgehen kann, die sich dem Rechtsextremismus zuwenden. Zum weiteren Repertoire gehören die Aufführung von Theaterstücken für Grundschüler zur Demokratiefrüherziehung. Im Rahmen des mit Zeit Online betriebenen Internetprojektes Störungsmelder geht ein Expertenteam gemeinsam mit Prominenten an Schulen und diskutiert mit Schülern.
Das Projekt, Die Freiheit, die ich meine ist ins Leben gerufen worden, um die Bedürfnisse muslimischer Mädchen und Frauen zu unterstützen. Begründet wird das Engagement damit, dass sich die öffentliche Diskussion in der Vergangenheit viel mit den Themen der Migration sowie dem Islam beschäftigt hat und dabei zu Polarisierungen geführt hat. Das Angebot richtet sich vor allem an die obengenannte Zielgruppe, da diese sich mit Ausgrenzung und Diskriminierung konfrontiert sehen, die sich gegen ihre Religionszugehörigkeit richten. Das Projekt umfasst ein vielfältiges Bildungsprogramm, das vor allem das Empowerment stärken soll, sodass die Zielgruppe sich selbstbewusst und -sicher den Herausforderungen entgegenstellen kann. Außerdem könnten sie so als eine Art Botschafter fungieren, die für Werte wie Toleranz oder Demokratie stehen.
Weitere Angebote stellen außerdem MEDIA RESIDENTS – das Netzwerk für Menschen mit Publikationshintergrund oder der Berliner Ratschlag für Demokratie dar. Erstgenanntes verfolgt das Ziel geflüchtete und einheimische Medienschaffende zusammenzubringen, die dann gemeinsam multimediale Inhalte schaffen, wie beispielsweise einen Aufklärungs- oder einen Literaturpodcast. Das zweite Angebot will zu Diskussionen anregen und mit einer Projektplattform außerdem andere Berliner Initiativen dazu animieren, sich und ihre Arbeit vorzustellen, um so mehr Aufmerksamkeit zu erhalten.

### Kompetenznetzwerk Rechtsextremismusprävention (Komprex)
Seit Anfang 2020 hat sich Gesicht Zeigen! mit anderen Initiativen und NGOs zum Kompetenznetzwerk Rechtsextremismusprävention (Komprex) zusammengeschlossen, um gemeinsam von den gesammelten Erfahrungen zu partizipieren. Dazu gehören Amadeu Antonio Stiftung, Lidice Haus Jugendbildungsstätte, Aktion Sühnezeichen e. V. der Bundesarbeitsgemeinschaft Kirche und Rechtsextremismus und cultures interactive e. V. 
Durch diesen Zusammenschluss gibt es nun eine zentrale Anlaufstelle, die durch die unterschiedlichen Träger in den folgenden Schwerpunkten unterstützend wirken kann: Justiz und Wirtschaft, Zivilgesellschaft und Netz, menschenrechtsorientierte Jugend(sozial)arbeit, Kirche und Familie.

### Love Speech
Bei der internationalen Woche gegen Rassismus im Jahr 2018 hat sich der Verein zum 17. Mal beteiligt. Hierbei hat er u. a. die neue Kampagne Love Speech vorgestellt. Sie soll eine präventive Wirkung haben und verfolgt das Ziel, wieder eine gesunde Diskussionskultur zu etablieren, die von einem freundlichen Umgangston und einem ausgewogenen Miteinander geprägt ist. So soll Hate Speech etwas entgegengestellt werden: Diejenigen, die Hassrede nutzen, sollen weniger Unterstützung erfahren, um so auch die gesellschaftliche Akzeptanz für menschenverachtende Äußerungen zu reduzieren. Love Speech schlägt hierfür unterschiedliche Maßnahmen vor, wie zum Beispiel ein Lächeln, freundliches Ansprechen von Mitmenschen oder das Zeigen von Zivilcourage im virtuellen und öffentlichen Raum. Es gibt die Möglichkeit, an entsprechenden Workshops zu der Thematik teilzunehmen.

### Prominente Unterstützer
Der Verein wird unterstützt von:
| - Malte Arkona (Tigerenten Club) - Mo Asumang - Rufus Beck - Ben (Sänger) - Iris Berben - Blumio - Axel Bulthaupt - Mareike Carrière † - Fatih Çevikkollu - Renan Demirkan - Fritz Deppert - Mirko Englich - Horst Evers - Astrid Frohloff | - Maren Gilzer - Pamela Großer (Tigerenten Club) - Peter Härtling - Cosma Shiva Hagen - Björn Harras - Hildegard Hamm-Brücher † - Dunja Hayali - Klaas Heufer-Umlauf - Thomas Hitzlsperger - Rainer Hunold - Maybrit Illner - Günther Jauch - Markus Kavka - Johannes B. Kerner | - Ulla Kock am Brink - Maren Kroymann - Sebastian Krumbiegel - Benjamin Lebert - Udo Lindenberg - Max Volkert Martens - Ulrich Matthes - Michael Mittermeier - Marius Müller-Westernhagen - Fritz Pleitgen - Dunja Rajter - Edzard Reuter - Katja Riemann | - Pierre Sanoussi-Bliss - Bärbel Schäfer - Patricia Schäfer - Andreas Schmidt † - Doris Schröder-Köpf - Robert Schupp - Jörg Thadeusz - Ole Tillmann - Ulrich Wickert - Antje Widdra - Gerdy Zint - Rolf Zuckowski |

## Auszeichnungen
- 2006 Buber-Rosenzweig-Medaille
- Grimme Online-Award für den Internetblog „Störungsmelder“
- 2016 Paul-Spiegel-Preis für Zivilcourage des Zentralrats der Juden in Deutschland[29]

## Kritik
Kritik wurde im Zusammenhang mit Gesicht Zeigen! von anderen Vereinen formuliert. So zum Beispiel im Jahr 2005 von der Amadeu-Antonio-Stiftung. Die Vorstandsvorsitzende Kahane äußerte sich in einem Interview insofern kritisch, dass kleinere Vereine wie der eigene so finanzielle Konkurrenz bekämen, statt gemeinsam zu arbeiten. Ein weiterer Kritikpunkt kam von der Internet-Plattform Mut gegen rechte Gewalt, welche zu dem damaligen Zeitpunkt die Vernetzung von Gesicht Zeigen! als schwach bezeichnet und keine starke Wirksamkeit der Aktionen in dem Alltag der Betroffenen erkennen konnte. Diese Kritikpunkte liegen bereits ein paar Jahre zurück; sie wurden durch die Weiterentwicklung von Gesicht Zeigen! und den Zusammenschluss unterschiedlicher Träger berücksichtigt.

## Wissenschaftliche Einordnung
Die Öffentlichkeit wird in der Wissenschaft als zentrale demokratische Norm gesellschaftlicher Ordnung definiert. Sie fordert gesellschaftliche Teilhabe und ist ein Medium der kollektiven Selbstverständigung über Normen, Regeln, Werte, Ethik und Rechte, politischen und sozialen Zusammenlebens. Dabei ist die Aufklärung, die Vereine wie Gesicht Zeigen! leisten, sowohl Bedingung als auch Gegenstand der Debatten. Daraus entstehen zwei Bedingungen der Öffentlichkeit als offenes Kommunikationsforum: Teilhabe und Verständlichkeit. Des Weiteren gibt es distinkte Foren der Öffentlichkeit, die sich in eine einfache, eine mittlere und eine komplexe Ebene unterteilen lassen. 
Von der einfachen bis zur komplexen Ebene nimmt der Zugang sukzessiv ab, während die Macht der einzelnen Entitäten zunimmt. Auf der einfachen Ebene befinden sich kleine Öffentlichkeiten, wie soziale Gruppen des alltäglichen Lebens. Diese reproduzieren Normen und generieren den Subtext, in dem sie verhandelt werden.
Auf der mittleren Ebene befinden sich zivilgesellschaftliche Gruppierungen und Vereine, wie Gesicht Zeigen!. Hier bilden sich sogenannte Gegenöffentlichkeiten, die gesellschaftliche Veränderungen bringen wollen und sich zum Beispiel für Menschenrechte, Demokratie und Gleichberechtigung einsetzen. Ebenso verpflichten sich die Entitäten der mittleren Ebene der Kommunikation zwischen der einfachen und der komplexen Ebene. Die komplexe Ebene bietet etablierte Räume demokratischer Entscheidungsfindung. Hier befinden sich Massenmedien, politische PR- und Lobbyarbeit. Kurzum, publizierende, politische und wirtschaftliche Eliten.
Als Teil der mittleren Ebene der Öffentlichkeit ist der Verein Gesicht Zeigen! in seiner kommunikativen Rolle statutarisch geregelt und kompetenzgefördert. Die Beziehung zwischen dem Verein als Kommunikator und seinem Publikum ist direkt, wobei eine gleichzeitige Rollendifferenzierung stattfindet. Die Übersetzerrolle wird durch eine Bündelung und Bereitstellung von spezifischen Themen durchgeführt. Gesicht Zeigen! verhandelt gesellschaftliche Wirklichkeitskonstruktionen durch die kompetente Auseinandersetzung mit Xenophobie, Misogynie, Rassismus, Antisemitismus und rechter Gewalt. In dieser Verhandlung wird Aufklärungsarbeit geleistet und die Regeln des gesellschaftlichen Zusammenlebens, kulturelle Ziele wie Weltoffenheit, Respekt, Toleranz, Freiheit, Demokratie, kulturelle Identität, Diversität und vieles mehr debattiert. 
Als weiterer Indikator, dass Gesicht Zeigen! zu der mittleren Ebene der Öffentlichkeit gehört, ist dessen Gründungsgrund und Ziel. Anlass zur Gründung waren rassistische Gewalttaten als gesellschaftlich bedeutsames Thema. Mit der Zusammenarbeit zwischen der Organisation und prominenten Personen aus den Massenmedien, kombiniert mit der Arbeit in sozialen Alltags Öffentlichkeiten wird die Kommunikation zwischen den verschiedenen Ebenen der Öffentlichkeit gestärkt. Die Auseinandersetzung zwischen unterschiedlichen Persönlichkeiten aus den distinkten Ebenen stärkt den Einfluss und die Position von Gesicht Zeigen! als Teil der mittleren Ebene der Öffentlichkeit.

## Nachweise
1. ↑  Bundeszentrale für politische Bildung: Gesicht Zeigen! Für ein weltoffenes Deutschland | bpb. Abgerufen am 15. März 2021.
2. ↑  Gesicht Zeigen! - Über uns. Abgerufen am 15. März 2021 (deutsch).
3. 1 2 3  Jüdische Allgemeine: Lasst uns mutig sein!; PAUL-SPIEGEL-PREIS Auszüge aus der Rede von Zentralratspräsident Josef Schuster. Hrsg.: Jüdische Allgemeine. 26. Mai 2016.
4. 1 2 3  Jüdische Allgemeine: „Auszeichnung für Gesicht Zeigen; BERLIN Verein erhält den Paul-Spiegel-Preis 2016 für Zivilcourage“. Hrsg.: Jüdische Allgemeine. 10. Mai 2016.
5. 1 2  Berliner Zeitung: BÜNDNIS Jauch und Ferres im Kampf gegen Rechts Verein Gesicht zeigen soll private Initiativen fördern. Hrsg.: Berliner Zeitung. 8. August 2000.
6. 1 2  Anne-Sophie Balzer: Störungen melden; Engagement Der Verein Gesicht Zeigen! setzt sich seit 15 Jahren gegen Rassismus und rechte Gewalt ein. Ein Gespräch über Zivilcourage mit den Geschäftsführerinnen Sophia Oppermann und Rebecca Weis. Hrsg.: taz, die Tageszeitung. 5. November 2015.
7. 1 2  Was tut der Verein? - Gründungspressekonferenz. 27. September 2000, abgerufen am 11. März 2021 (deutsch).
8. ↑  Bundesministerium der Justiz und Verbraucherschutz: Projekte und Förderung Gesicht zeigen! Archiviert vom Original (nicht mehr online verfügbar) am 29. April 2016; abgerufen am 14. September 2015.  Info: Der Archivlink wurde automatisch eingesetzt und noch nicht geprüft. Bitte prüfe Original- und Archivlink gemäß Anleitung und entferne dann diesen Hinweis.
9. ↑  Der Verein Gesichtzeigen. Abgerufen am 18. Januar 2017.
10. ↑  Schirmherrschaft Gesichtzeigen. Abgerufen am 18. Januar 2017.
11. ↑  Berliner Zeitung: „Gesicht zeigen“ gegen Rechts erfolgreich Initiative zieht nach einem Jahr positive Bilanz. Hrsg.: Berliner Zeitung. 18. Juli 2001.
12. ↑  Transparenz. Abgerufen am 11. März 2021 (deutsch).
13. ↑  Gesicht Zeigen! - Förder. Abgerufen am 11. März 2021 (deutsch).
14. 1 2  Jüdische Allgemeine: Es geht darum, Haltung zu haben; PAUL-SPIEGEL-PREIS Der Verein Gesicht Zeigen! wird ausgezeichnet: Mitbegründer Uwe-Karsten Heye über den Kampf gegen Rassismus, Judenhass und für zivilgesellschaftliches Engagement. Hrsg.: Jüdische Allgemeine. Ausgabe 20, 19. Mai 2016.
15. 1 2 3  Gesicht Zeigen! - Satzung. Abgerufen am 11. März 2021 (deutsch).
16. 1 2 3  Luisa Peine: Nicht wegschauen; PROJEKT Verein "Gesicht zeigen!" setzt sich mit Schülern der Berufsschule Köthen zu den Themen Diskriminierung, Rassismus, Gewalt und Zivilcourage auseinander. Hrsg.: Mitteldeutsche Zeitung. 13. Dezember 2013.
17. ↑  Berliner Zeitung: Promis zeigen Gesicht gegen rechte Gewalt Verein wirbt für weltoffenes Deutschland. Hrsg.: Berliner Zeitung. 27. September 2000.
18. ↑  Susanne Lenz: Fremde Talente; Der Verein "Gesicht zeigen" präsentiert in einer Ausstellung 15 Erfolgsgeschichten von Einwanderern. Er will so für Integration werben. Hrsg.: Berliner Zeitung. 22. November 2013.
19. ↑  Frauke Böger: Alle 26 Minuten eine rechte Straftat; NAZIS Die Zahl der rechtsextremen Delikte verdoppelte sich seit 2001. Verein "Gesicht zeigen!" fordert Gipfeltreffen. Hrsg.: taz, die Tageszeitung. 9. März 2010.
20. ↑  Christian Siepmann: Die extreme Rechte erstarkt Der Verein "Gesicht zeigen" fordert einen Krisengipfel. Hrsg.: Berliner Zeitung. 9. März 2010.
21. ↑  Gesicht Zeigen! - Unsere Angebote. Abgerufen am 15. März 2021 (deutsch).
22. ↑  Gesicht Zeigen! - Die Freiheit, die ich meine. In: Gesicht Zeigen. (gesichtzeigen.de [abgerufen am 12. März 2021]).
23. ↑  MEDIA RESIDENTS - das Netzwerk für Menschen mit Publikationshintergrund. Abgerufen am 12. März 2021 (deutsch).
24. ↑  Projektgeschäftsstelle des Berliner Ratschlags für Demokratie. Abgerufen am 12. März 2021 (deutsch).
25. 1 2  Das Kompetenznetzwerk Rechtsextremismusprävention. Ehemals im Original (nicht mehr online verfügbar); abgerufen am 14. März 2021 (deutsch). (Seite nicht mehr abrufbar. Suche in Webarchiven)
26. ↑  Martin Horn, Daniel Stöcker: Vernetzen gegen Hass; Mit der Kampagne Love Speech! beginnen heute die Internationalen Wochen gegen Rassismus. Hrsg.: taz, die Tageszeitung. 12. März 2018.
27. ↑  Love Speech. Abgerufen am 12. März 2021 (deutsch).
28. ↑  Prominente Unterstützer Gesichtzeigen. gesichtzeigen.de, abgerufen am 18. Januar 2017.
29. ↑  Verein „Gesicht Zeigen!“ erhält Paul-Spiegel-Preis 2016, Zentralrat der Juden, 4. März 2016
30. ↑  Anna Stark: Show oder effektive Kampagne?; Viele Vereine engagieren sich gegen Rassismus und für Toleranz - der bekannteste ist "Gesicht zeigen!". Er organisiert die "Aktionswoche gegen Rassismus", nicht ohne Kritik aus eigenen Reihen. Hrsg.: taz, die Tageszeitung. 12. März 2005.
31. ↑  Daniela Mahl, Otfried Jarren: Öffentlichkeit. Hrsg.: Communicatio Socialis. Nr. 53 (2), 2020, S. 223–229.
32. ↑  Elisabeth Klaus: Öffentlichkeit als gesellschaftlicher Selbstverständigungsprozess und das Drei-Ebenen-Modell von Öffentlichkeit. Rückblick und Ausblick. In: Elisabeth Klaus und Ricarda Drüeke (Hrsg.): Öffentlichkeiten und gesellschaftliche Aushandlungsprozesse. Theoretische Perspektiven und empirische Befunde. transcript, Bielefeld 2017.
33. 1 2  Jürgen Gerhards, Friedhelm Neidhardt: Strukturen und Funktionen moderner Öffentlichkeit: Fragestellungen und Ansätze. Hrsg.: WZB Discussion Paper. No. FS III. Wissenschaftszentrum Berlin für Sozialforschung (WZB), Berlin 1990, S. 90–101.